# Keith Morgan
Keith Laurence Morgan (* 13. listopadu 1973 Calgary) je bývalý kanadský zápasník – judista.

## Sportovní kariéra
S judem začínal v 7 letech společně s bratrem Colinem v rodném Calgary v klubu Ishiyama pod vedením Paula Knolla. Vrcholově se připravoval v Montréalu v klubu Shidokan a na japonských univerzitách. V kanadské mužské reprezentaci se pohyboval od roku 1992 v polotěžké váze do 95 kg. V roce 1996 startoval na olympijských hrách v Atlantě jako vítěz panamerických her z předchozího roku. Nepotkal se však s optimální formou a nečekaně prohrál na ippon technikou tani-otoši s Antonio Felicitém z Mauriciusu.
Od roku 1997 si s Nicolasem Gillem, v jehož stínu byl po celou sportovní kariéru, vyměnil váhovou kategorii a startoval v nižší střední váze do 90 kg. V roce 2000 se kvalifikoval na olympijské hry v Sydney. Ve čtvrtfinále nepřipustil další překvapení s reprezentantem Mauriciusu Jean-Claudem Raphaelem a po vítězství na ippon technikou soto-makikomi postoupil do semifinále proti Nizozemci Marku Huizingovi. V polovině semifinálového zápasu nezachytil Huizingův nástup co sode-curikomi-goši a prohrál na ippon. V boji o třetí místo proti Ukrajinci Ruslanu Mašurenkovi koncem první minuty prohrál boj o úchop a nechal se zalomit technikou o-uči-gake na ippon. Obsadil dělené 5. místo.
V roce 2004 startoval na svých třetích olympijských hrách v Athénách, kde prohrál ve čtvrtfinále na wazari-ippon s Jihokorejcem Hwang Hui-tem. V opravném pavouku se do bojů o medaile neprobojoval. V roce 2008 na svých čtvrtých olympijských hrách v Pekingu prohrál ve druhém kole na ippon s Rumunem Danielem Bratou, když hned v úvodní minutě nezachytil jeho výpad o-uči-gari. Vzápětí ukončil sportovní kariéru.

## Výsledky
| Turnaj                  | 1992           | 1993           | 1994           | 1995           | 1996           | 1997         | 1998         | 1999         | 2000         | 2001         | 2002         | 2003         | 2004         | 2005           | 2006           | 2007           | 2008           |
| Turnaj                  | 19             | 20             | 21             | 22             | 23             | 24           | 25           | 26           | 27           | 28           | 29           | 30           | 31           | 32             | 33             | 34             | 35             |
| Turnaj                  | polotěžká váha | polotěžká váha | polotěžká váha | polotěžká váha | polotěžká váha | střední váha | střední váha | střední váha | střední váha | střední váha | střední váha | střední váha | střední váha | polotěžká váha | polotěžká váha | polotěžká váha | polotěžká váha |
| ----------------------- | -------------- | -------------- | -------------- | -------------- | -------------- | ------------ | ------------ | ------------ | ------------ | ------------ | ------------ | ------------ | ------------ | -------------- | -------------- | -------------- | -------------- |
| Olympijské hry          | —              |                |                |                | úč.            |              |              |              | 5.           |              |              |              | úč.          |                |                |                | úč.            |
| Mistrovství světa       |                | —              |                | úč.            |                | 7.           |              | 7.           |              | 7.           |              | 5.           |              | —              |                | úč.            |                |
| Panamerické hry         |                |                |                | 1.             |                |              |              | 3.           |              |              |              | 2.           |              |                |                | 2.             |                |
| Panamerické mistrovství | úč.            |                | ?              |                | ?              | ?            | ?            | —            | 1.           | 3.           | —            | 2.           | —            | —              | —              | 3.             | 1.             |
| MS juniorů              | 5.             |                |                |                |                |              |              |              |              |              |              |              |              |                |                |                |                |